# Universität Beira Interior
Die Universität Beira Interior (portugiesisch Universidade da Beira Interior; UBI) ist eine 1979 gegründete staatliche Universität in der portugiesischen Stadt Covilhã mit 7110 Studenten. Die Universität wurde benannt nach der früheren Provinz Beira, wobei sich Beira Interior hauptsächlich auf die Distrikte Viseu, Guarda und Castelo Branco in der heutigen Region Região Centro bezieht.

## Geschichte

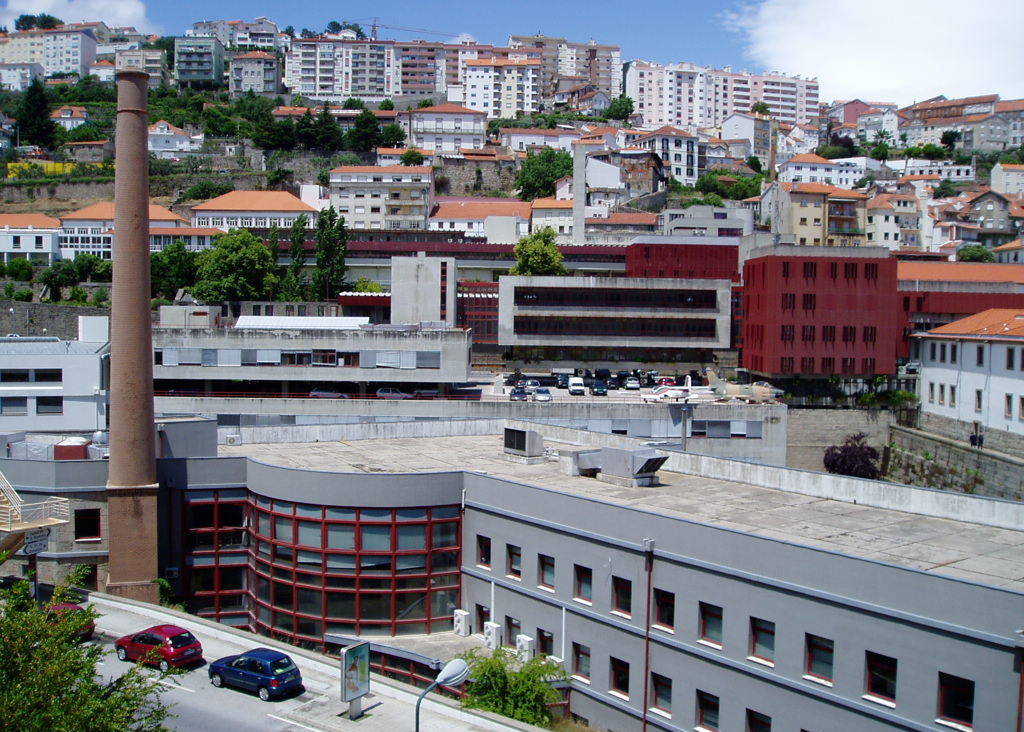
Das Hauptgebäude der Universität

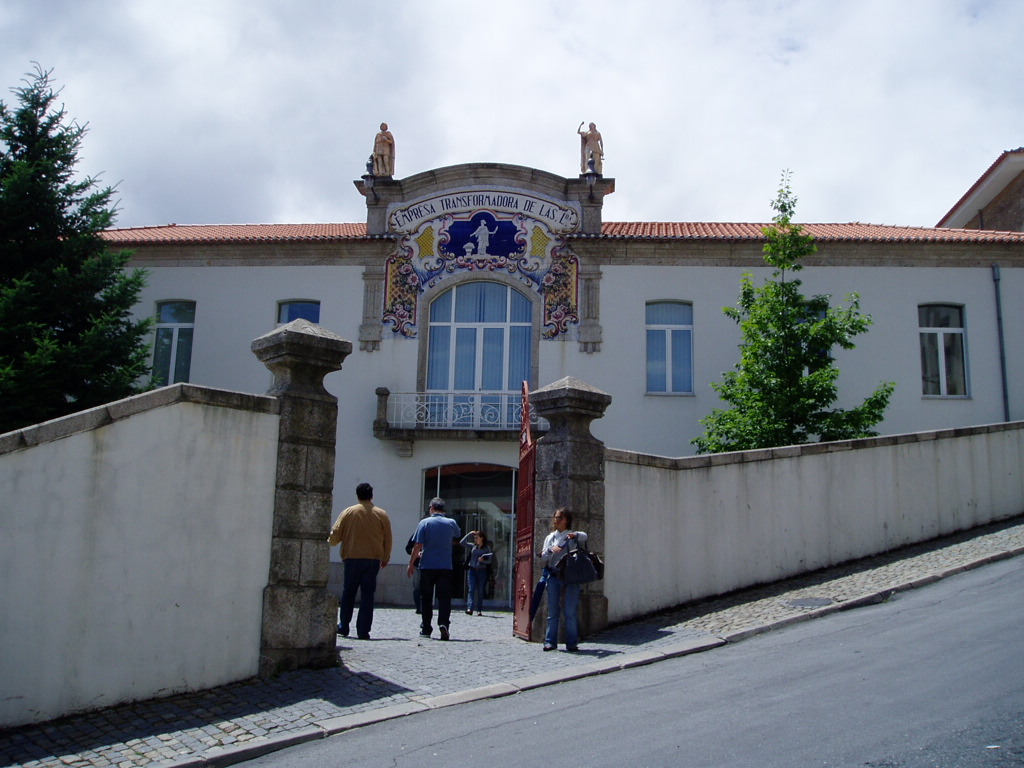
Ingenieursgebäude der Universität

Im August 1973, im Anschluss an eine wesentliche Änderung des nationalen Hochschulsystems, wurde von der Regierung eine Polytechnische Hochschule in Covilhã (Instituto Politécnico da Covilhã) errichtet. Es war die erste Hochschule in der Stadt. Sie ist über die Jahre konstant gewachsen und wurde 1979 schließlich zum Universitätsinstitut erhoben. Sieben Jahre später, 1986 erhielt das Institut vollen universitären Status und wurde umbenannt in Universidade da Beira Interior.

## Wollemuseum
Die UBI übernahm Gebäude der ehemaligen Real Fábrica de Panos (port.: königliche Textilfabrik), eines wichtigen nationalen Wollenherstellers, der von Sebastião José de Carvalho e Melo, dem Marquês de Pombal, gegründet wurde. Dieses Gebäude diente als Spinnerei, Färberei und Weberei bis 1885, bis sie übergeben wurde, um Armeeeinheiten unterzubringen.
Im Jahr 1975, während der Restaurierungsarbeiten, wurden archäologische Reste der alten Textilfabrik entdeckt. Die Entdeckung wurde Teil des nationalen kulturellen Erbes und die Funde wurden sorgfältig geborgen und restauriert. Heute werden Führungen durch das Museum angeboten.